# Alejandro Moreno Riera
Alejandro Enrique Moreno Riera (Barquisimeto, Estado Lara, Venezuela; 8 de julio de 1979) es un exfutbolista venezolano que jugaba como delantero y su último equipo fue Chivas USA de la Major League Soccer. Actualmente se desempeña como comentarista deportivo en Estados Unidos. Jugó toda su carrera en la Major League Soccer de Estados Unidos.

## Biografía
Las filas del colegio de Caracas San Ignacio de Loyola fue el germinador de Alejandro Moreno tras ir a los entrenamientos de su hermano Homero fue una motivación para incursionar en el fútbol siempre quería hacer lo que hacia su hermano. Tras el bachillerato, emigró a los Estados Unidos, y luego de un paso por el club juvenil Dallas Texans, ingresó a la Universidad de Carolina del Norte en Greensboro (UNCG), donde se graduó con honores en Estudios Internacionales. Moreno jugó cuatro temporadas con la UNCG y fue nombrado al equipo estelar de la NSCAA del sur los cuatro años que jugó allí.
Se convirtió en el segundo venezolano en jugar en la Major League Soccer, antes lo había hecho Giovanni Savarese.

### Los Angeles Galaxy
El 20 de abril de 2002 debutó como profesional en Los Ángeles Galaxy contra el FC Dallas con resultado de 1-1, disputando 7 minutos del segundo tiempo.
En la Major League Soccer 2002 disputó 12 partidos 7 de titular, sin marcar gol, asistiendo 2 veces, jugando 561 minutos, clasificando a los playoffs disputando 5 partidos 4 de titular, sin marcar gol, dando 1 asistencia de gol y jugando 305 minutos, quedando campeones.
Disputó la US Open Cup de 2002 el 17 de julio de 2002 debutó contra el Minnesota Thunder en la tercera ronda disputando los 90 minutos y marcando su primer gol en la copa en el minuto 18º, llegando hasta la final perdiéndola 0-1 contra Columbus Crew, en total en la copa disputó 3 partidos 2 de titular marcando 1 gol jugando 201 minutos.
El 4 de julio de 2003 marcó su primer gol en su carrera profesional en Los Ángeles Galaxy contra el New England Revolution con resultado de 2-2, disputando los 90 minutos y marcando el gol en el minuto 60'.
El 18 de octubre de 2003 marcó su primera dupleta (2 goles) en un partido contra el Houston Dynamo con victoria de su equipo 3-0, disputando 70 minutos y marcando los goles en los minutos 6º y 35º.
En la Major League Soccer 2003 disputó 24 partidos 10 de titular, marcando 6 goles, asistiendo 2 veces, jugando 1117 minutos, clasificando a los playoffs disputando 2 partidos los 2 de titular, sin marcar gol, dando 1 asistencia de gol y jugando 186 minutos.
Disputó la US Open Cup de 2003 participando en 3 partidos los 3 de titular marcando 3 goles jugando 270 minutos, perdiendo en las semisfinales 3-2 contra Chicago Fire marcando un gol.
El 19 de mayo de 2004 marcó su primer hat-trick en su carrera contra el D.C. United con victoria de su equipo 4-2, disputando los 90 minutos marcando los goles en los minutos 35º, 39.º y 43º.
En la Major League Soccer 2004 disputó 25 partidos 12 de titular, marcando 6 goles, asistiendo 2 veces, jugando 1297 minutos, clasificando a los playoffs disputando 2 partidos 1 de titular, sin marcar gol y jugando 73 minutos.
Disputó la US Open Cup de 2004 perdiendo el partido de la cuarta ronda disputó los 90 minutos.

### San José Earthquakes
El 2 de abril de 2005 debutó con el San José contra el New England Revolution con resultado de 2-2, disputando 22 minutos del segundo tiempo.
El 16 de abril marcó su primer gol con el San José contra el Chicago Fire con derrota de su equipo 1-2, disputando 13 minutos del segundo tiempo marcando el gol en el minuto 82'.
Disputó la US Open Cup de 2005 jugando 2 partidos los 2 de titular sin marcar gol disputando 180 minutos y perdiendo en los cuartos de final contra Los Ángeles Galaxy.
En la Major League Soccer 2005 disputó 31 partidos 24 de titular, marcando 8 goles, asistiendo 4 veces, jugando 2167 minutos, clasificando a los playoffs disputando 2 partidos 1 de titular, sin marcar gol y jugando 113 minutos.

### Houston Dynamo
Le otorgaron la camiseta con el número 15.
El 2 de abril de 2006 debutó con el Houston Dynamo contra el Colorado Rapids con victoria de su equipo 5-2, disputando los 90 minutos y marcando gol en su debut en el minuto 92' de chilena por la escuadra.
En la Major League Soccer 2006 disputó 30 partidos todos de titular, marcando 3 goles, asistiendo 6 veces, jugando 2620 minutos, clasificando a los playoffs disputando 4 partidos todos de suplente, sin marcar gol, dando 1 asistencia de gol y jugando 83 minutos, quedando campeones.
Disputó la US Open Cup de 2006 jugando 3 partidos los 3 de titular marcando 3 goles (2 en su primer partido contra Carolina Dynamo en los minutos 29º y 33º) jugando 270 minutos en la copa, perdiendo en las semifinales 1-3 contra Los Ángeles Galaxy.
Con el Houston Dynamo debutó en la Copa de Campeones de la CONCACAF 2007 el 21 de febrero de 2007 contra el Puntarenas Fútbol Club con derrota de 1-0 disputando los 90 minutos; en total en la Copa disputó 4 partidos los 4 de titular sin marcar goles jugando 241 minutos.
En la Major League Soccer 2007 disputó 4 partidos 2 de titular, sin marcar gol, jugando 152 minutos terminando la liga de 2007 con el Columbus.

### Columbus Crew
Le otorgaron la camiseta con el número 10.
El 12 de mayo de 2007 debutó con el Columbus Crew contra el Club Deportivo Chivas USA con resultado de 1-1, disputando los 90 minutos.
El 10 de junio de 2007 marcó su primer gol con el Columbus Crew contra el Houston Dynamo con derrota de su equipo 1-2, disputando los 90 minutos marcando el gol de cabeza en el minuto 25º.
En la Major League Soccer 2007 disputó 25 partidos todos de titular, marcando 7 goles, asistiendo 7 veces y jugando 2205 minutos, sin poder clasificar a los playoffs.
Disputó la clasificación para la US Open Cup 2008 disputando 2 partidos los 2 de titular jugando 167 minutos perdiendo sin poder clasificar.
En la Major League Soccer 2008 disputó 27 partidos todos de titular, marcando 9 goles, asistiendo 4 veces, jugando 2428 minutos clasificando a los playoffs disputando 4 partidos todos de titular, marcando 1 gol, asistiendo 3 veces, jugando 360 minutos, quedando campeones marcando uno de los goles en la final.

## Detalles
- El 30 de septiembre de 2007 marcó su gol más rápido en su carrera en el minuto 2º contra Los Ángeles Galaxy, ya antes había marcado en el minuto 3º y 5º.

- Su mejor marca son 3 goles seguidos en 43 minutos.

- En su carrera ha marcado 3 dupletas (2 goles) 1 en la US Open Cup y 2 en la MLS.
- En su carrera ha marcado un triplete.
- Su mayor racha es de 3 partidos seguidos marcando al menos 1 gol con un total de 3 goles.

## Selección nacional
- Debutó en la Selección de fútbol de Venezuela en un partido amistoso disputado contra Australia el 18 de febrero de 2004 disputado en el Estadio Olímpico de la UCV de Caracas con resultado de 1-1 gol de Juan Arango disputando los 90 min.

- Debutó en una Eliminatoria al Mundial contra Paraguay el 8 de octubre de 2005 disputado en el Estadio José Encarnación Romero de Maracaibo con resultado de 0-1 a favor de Paraguay, disputó 16 minutos entrando en el segundo tiempo en el minuto 74'.
- El 13 de agosto de 2008 vuelve a ser convocado a la selección nacional para el partido del 20 de agosto contra la selección de Siria tras más de 2 años de ausencia siendo su último partido el 27 de septiembre de 2006 en un amistoso contra Uruguay.

- El 20 de agosto de 2008 anotó su primer gol con La Vinotinto en la goleada 4-1 sobre la Selección de Siria, el gol llegó por un tiro de esquina ejecutado por Alejandro Guerra y con un cabezazo fuerte la mando al fonde de la red en el minuto 60', disputó los 90 minutos.
- El 15 de octubre de 2008 anotó su primer gol en una Eliminatoria al Mundial con La Vinotinto en la goleada 3-1 sobre la Selección de Ecuador, el gol llegó por un tiro de esquina ejecutado por Giancarlo Maldonado y tras un disparo recogió el rebote y la mando al fondo de las redes en el minuto 56', disputó 77 minutos.

### Participaciones internacionales
| Detalle                  | Juegos | Goles |
| ------------------------ | ------ | ----- |
| Copa América             | 2      | 0     |
| Eliminatorias al Mundial | 12     | 1     |
| Amistosos                | 9      | 1     |
| Total                    | 23     | 2     |

Último partido: Venezuela - México (25-ene-2012)

### Participaciones en Eliminatorias al Mundial
| Eliminatorias    | Resultado | PJ | Goles |
| ---------------- | --------- | -- | ----- |
| Eli.Mundial 2006 | 8.º Lugar | 1  | 0     |
| Eli.Mundial 2010 | 8.º Lugar | 11 | 1     |

## Clubes
| Club                 | País           | Año       |
| -------------------- | -------------- | --------- |
| Los Ángeles Galaxy   | Estados Unidos | 2002-2004 |
| San José Earthquakes | Estados Unidos | 2005      |
| Houston Dynamo       | Estados Unidos | 2006-2007 |
| Columbus Crew        | Estados Unidos | 2007-2009 |
| Philadelphia Union   | Estados Unidos | 2010      |
| Chivas USA           | Estados Unidos | 2011-2013 |

### Competiciones
| Competición                  | PJ  | Goles | Asist |
| ---------------------------- | --- | ----- | ----- |
| Liga Estadounidense          | 199 | 43    | 28    |
| Liga Estadounidense playoffs | 19  | 1     | 6     |
| US Open Cup                  | 14  | 7     | 0     |
| CONCACAF Liga Campeones      | 8   | 0     | 0     |
| Selección Nacional           | 23  | 2     | 0     |
| Total de Carrera             | 263 | 53    | 34    |

## Palmarés
Finalizó su carrera en UNCG en el cuarto puesto en la historia de goleadores del equipo de fútbol de la universidad con 155 puntos, 65 goles y 25 asistencias. En esos cuatro años obtuvo con el equipo de fútbol de UNCG (Universidad de Greensboro, Carolina del Norte, USA) los siguientes títulos: First team NSCAA All-South Region for fourth-straight season, First Team All-Southern Conference for third straight season, Academic All-American District III Team, Led team in goals (11) and points (26)
2000: Primer equipo NSCAA en toda la región del sur, Primer equipo en toda la conferencia del sur.
1999: Primer equipo NSCAA en toda la región del sur, primer equipo en toda la conferencia.
1998: Primer equipo NSCAA en toda la región del sur, segundo equipo en toda la conferencia del sur.

### Campeonatos nacionales
| Título  | Club               | País           | Año  |
| ------- | ------------------ | -------------- | ---- |
| MLS Cup | Los Ángeles Galaxy | Estados Unidos | 2002 |
| MLS Cup | Houston Dynamo     | Estados Unidos | 2006 |
| MLS Cup | Columbus Crew      | Estados Unidos | 2008 |

### Distinciones individuales
| Distinción                                                                                                 | Año  |
| --- | ---- |
| Segundo goleador de la US Open Cup con 3 goles y primero de su equipo Los Ángeles Galaxy con otro jugador. | 2003 |
| Segundo goleador de la US Open Cup con 3 goles y primero de su equipo Houston Dynamo.                      | 2006 |
| Botín de Oro del Columbus Crew con 7 goles.                                                                | 2007 |
| 2.º líder en asistencias del Columbus Crew en la MLS con 7 empatado con otro.                              | 2007 |
| Premio al mejor gol del año en el Columbus Crew.                                                           | 2007 |
| Premio al jugador más trabajador del equipo Columbus Crew.                                                 | 2007 |
| Botín de Oro del Columbus Crew con 9 goles.                                                                | 2008 |

- Durante dos años seguidos ha sido líder en la MLS en faltas recibidas.

- Durante los años 1998,1999 y 2000, mientras formaba parte de las filas del equipo de fútbol de la Universidad de Greensboro en Carolina del Norte, ganó el premio "Senior College Men" otorgado por la National Soccer Coaches of America.